# Calendulasäure

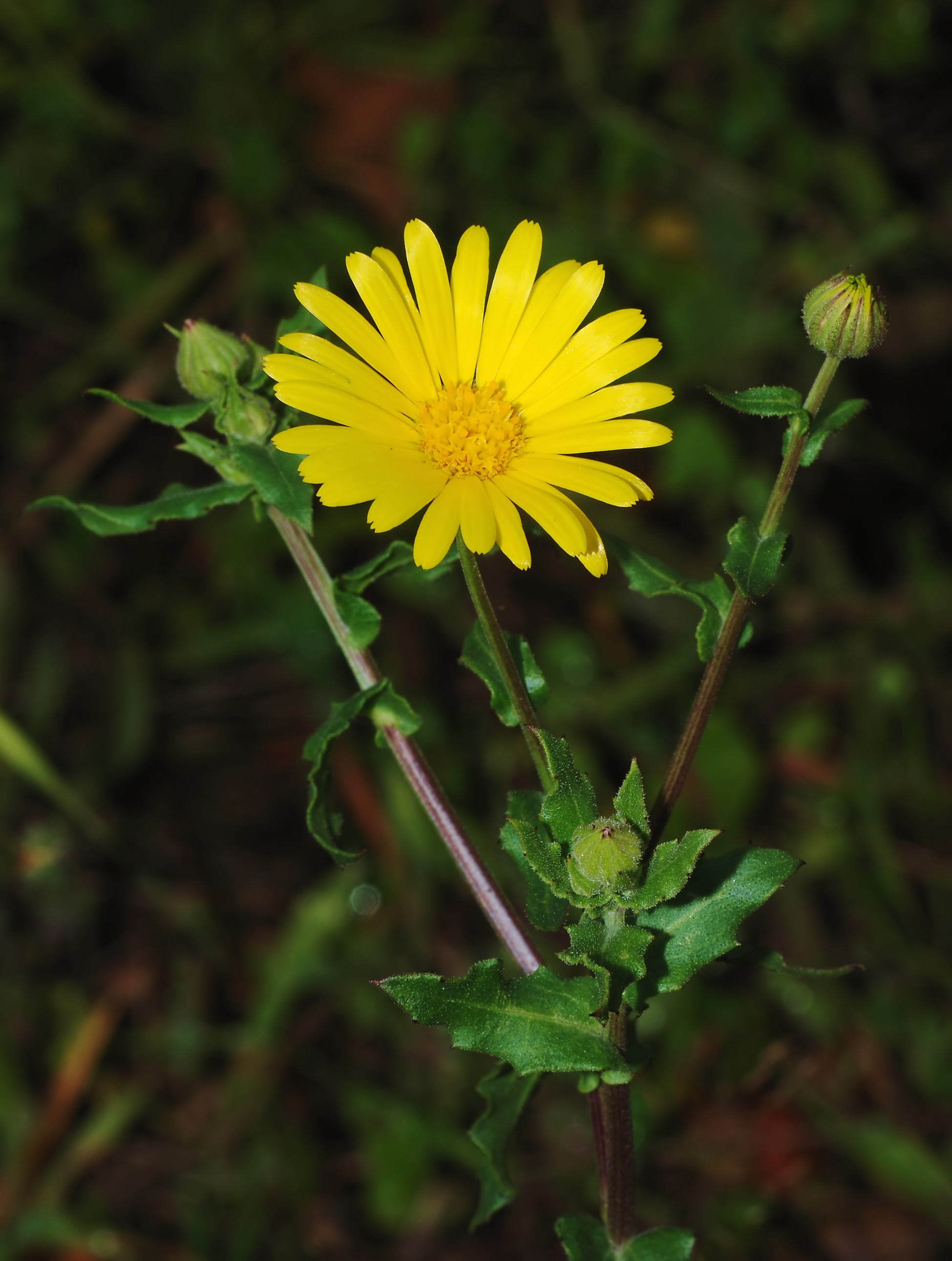
Ringelblume (Calendula)

Calendulasäure ist eine organische Verbindung aus der Gruppe der konjugierten, mehrfach ungesättigten Fettsäuren. Sie ist eine Triensäure in der Gruppe der trans-Fettsäuren und gehört zu den Omega-6-Fettsäuren. Der Trivialname leitet sich von der Pflanzengattung der Ringelblumen (Calendula) ab, aus denen der Naturstoff verestert als Triacylglycerid erstmals isoliert wurde.
Sie existiert in drei isomeren Formen, die sich durch die Anordnung der Substituenten an der Doppelbindung unterscheiden.
Die gemischt konfigurierte α-Calendulasäure (8E,10E,12Z) und die all-trans β-Calendulasäure (8E,10E,12E) aus dem Samenöl der Ringelblume (Calendula officinalis) sowie die gemischt konfigurierte Jacarinsäure (8Z,10E,12Z) aus den Samen des Palisanderholzbaums (Jacaranda mimosifolia) gehören zur Gruppe der natürlichen konjugierten Linolensäuren (CLN). Es sind Positionsisomere der Linolensäure.
Biochemisch wird die α-Calendulasäure in Calendula officinalis aus Linolat (Anion der Linolsäure) durch eine ungewöhnliche Δ12-Oleat-Desaturase (FAD2-Variante) synthetisiert, die die cis-Doppelbindung der Linolsäure an Position 9 in das 8-trans-,10-trans-konjugierte Doppelbindungssystem umwandelt. Auch gibt es gentechnisch modifizierte Sojabohnen, die zur Gewinnung von Calendulasäure dienen.
Aus den Blüten der Ringelblume extrahiertes Calendulaöl wird zur Herstellung entzündungshemmender Salben verwendet; aus dem Öl der Samen, das ca. 60 % veresterte Calendulasäure enthält, werden Lacke und Firnisse hergestellt.